# 현인
현인(玄仁, 1919년 12월 14일 ~ 2002년 4월 13일)은 대한민국의 가수이다. 본명은 동주(東柱)이고 창씨개명 당시의 이름은 고토 진(後藤 仁)이다.
일제강점기 경상남도 부산부 출신으로 양산군을 거쳐 동래군에서 성장한 그는 배구 선수로 생활하다가 성악가(테너)로 전향하여 이듬해 테너에서 바리톤으로 바꾸었다. 1944년 플루트 연주자가 되었고 기타 연주자, 트럼펫 연주자로서 활동하다가 가수 활동으로 《신라의 달밤》을 발표하였으며 이후 영화 《푸른 언덕》에서 주연으로 출연하였다.

## 생애
현인은 1919년 12월 14일, 부산에서 아버지 현명근과 어머니 오봉식의 2남 1녀 중 장남으로 출생하였다. 일제강점기 경상남도 양산군에서 잠시 유년기를 지내기도 한 그는 어린 시절 아버지 회사의 사원 주택이 있던 영도와 할머니의 댁이 있던 동래를 오가며 성장하였다. 이후 석유 회사를 다니던 아버지가 일본 마이니치 신문의 도쿄 지사의 기자가 되어 일본으로 떠나자 아버지를 만나기 위해 일본으로 건너갔다. 히비야 공회당에서 열린 러시아 베이스 가수 표도르 샬리아핀의 독창회를 보고 처음으로 음악을 접하게 되었다.
1931년 경성제이고등보통학교에 입학하였다. 영어와 일본어, 그리고 음악에 재능을 보였던 현인은 1933년도에 학교의 배구 대표 선수였을 만큼 운동도 잘 하였고, 방과후에는 밴드부에서 일본의 대중가요나 미국의 포크송을 트럼펫으로 즐겨 불렀다. 학창 시절 장티푸스에 걸려 죽을 고비를 넘겼던 현인은 어머니가 동생을 낳다가 세상을 떠나는 아픔을 겪기도 하였다.
1938년 일본 육사에 진학하기 위해 도쿄로 갔지만 방향을 바꿔 도쿄 음악학교 성악과에 진학하여 음악 공부를 시작하였다. 일본 유일의 관립 음악학교인 도쿄 음악학교는 당시 음악 엘리트에게는 선망의 대상이었다. 하지만 음악학교 진학을 너무도 불쾌하게 여긴 아버지가 학비 관련 지원을 끊자 현인은 막노동을 하며 학비를 벌어야 했다. 1년 뒤 NHK 합창단의 모집 광고를 본 현인은 오디션에 응시하여 단원이 되었다. 유학 시절 왕족 출신의 마리코와 연애하기도 했다고 하나 곧 귀국하여 소학교 교사였던 조창길과 첫 결혼을 하였다.
1939년에 고토 진(後藤 仁)으로 창씨 개명하였는데, 훗날 그의 예명이 된 현인(玄仁)은 고토라는 성만 현으로 바꾼 것이다. 1942년에 도쿄 음악학교를 나오고 귀국하여 성보악극단의 음악 교사로 일하였다. 1943년에 동료들과 악극단을 구성해 톈진으로 가서 클럽 신태양의 무대에 올랐으며, 베이징, 항저우 등지로 공연을 다녔다. 하지만 일본이 패전한 뒤에 베이징 비밀 형무소에 수감되어 고초를 겪었고, 귀국하여 고향으로 돌아왔으나 가족들로부터도 철저히 외면당했다.
이후 홀로서기를 시작한 현인은 벌이가 좋은 미군 위문 공연에 뛰어들어 탱고를 전문으로 하는 고향경음악단을 조직하였다. 1947년 29세에 최초의 나이트클럽인 뉴스맨스 클럽 무대에서 활동하며 밤무대에서 이름을 알렸다. 그해 박시춘이 작사하고 유호가 작사한 '신라의 달밤'을 발매하여 대히트를 기록하였다. 이 인기 덕에 현인은 1949년 해방 후 최초의 음악 영화인 '푸른 언덕'에 주인공으로 선정되고, 영화 주제가를 부르기도 하였다. 이 무렵 현인은 세계를 풍미하던 '베사메 무쵸'나 '꿈속의 사랑'과 같은 곡을 번안해 노래하여 트로트 일변도의 대중음악계에 신선한 바람을 불러 일으켰다. 1952년에 에디트 피아프와 이브 몽탕의 히트곡 '장미 빛 인생' 등을 불러 한국에 샹송 붐을 일으키기도 하였다. 하루아침에 스타가 된 현인은 이후 '고향 만리', '굳세어라 금순아' 등을 잇달아 히트시켜 1950년대에 가장 빛나는 대중 예술가의 한 사람으로 자리 잡았다. 현인의 노래는 고단했던 한국 현대사를 반영하고, 우울한 시대에 서민의 아픔을 달래 주었다. 1950년대 초 현인은 부산에서 활발한 공연 활동을 벌였다. 1950년 4월 1일 동아 극장에서 은방울악극단의 '은방울쇼'에 당대 스타들과 함께 연예 활동을 하였다. 한국 전쟁이 터지자 군부대 위문 공연으로 바쁜 나날을 보내는 한편, 1951년 3월 30일 부민관에서 '손목인과 그 악단'의 공연에 특별 출연하였으며 1951년 4월 24일 동아 극장에서 '현인과 그 악단'을 만들어 '멍기의 노래'로 무대에 올랐다. 1952년 6월 1일에 신청년극단의 가극 '성웅 이순신'에 출연하기도 하였다. 전쟁이 끝난 후 서울로 돌아간 현인은 박시춘의 은방울쇼단에 합류하면서 다시 큰 인기를 모았다.
하지만 1957년에 두 번째로 결혼한 아내 박정혜와 이혼하였고, 1959년에는 봉봉쇼단이 재정난으로 6개월 만에 파산하였다.
결국 현인은 1974년 56세에 뉴욕 시티로 이민을 떠나 그곳에서 세 번째로 결혼하고 사업을 시작했으나 부진을 면치 못하고 1981년에 다시 귀국하였다. 1981년 중반부터 1999년까지 10여년 동안《가요무대》를 비롯한 여러 방송에 출연하였으나 1999년에 지병인 당뇨가 악화되어 활동을 중단하였는데 결국 당뇨 합병증으로 인해 2002년 4월 13일에 84세의 나이로 세상을 떠났다. 해방 이래 앨범을 발표하여 데뷔한 가수는 현인이 처음이었기 때문에 '대한민국 제1호 가수'라는 명칭으로 불리고 있다.

## 학력
- 1938년 경성제이고등보통학교 졸업
- 1942년 도쿄 음악학교 성악학과 전문학사

## 주요 작품
- 〈고향만리〉 1947 유호 작사 박시춘 작곡
- 〈굳세어라 금순아〉 1950 강사랑 작사 박시춘 작곡
- 〈꿈 속의 사랑〉 손석우 작사 편곡 영장 작곡
- 〈나폴리 맘보〉 박춘석 작사 박시춘 작곡
- 〈럭키서울〉 1948 유호 작사 박시춘 작곡
- 〈베사메무초〉 1948 현동주 번안
- 〈꿈이여 다시한번〉 1948 조남사 작사 이인권 작.편곡 영화 주제가
- 〈불국사의 밤〉 이은상 작사 홍난파 작곡
- 〈비 내리는 고모령〉 1948 유호 작사 박시춘 작곡
- 〈신라의 달밤〉 1945 유호 작사 박시춘 작곡
- 〈서울야곡〉 1949 유호 작사 현동주 작곡
- 〈인도의 향불〉 1950 손로원 작사 전오승 작곡
- 〈전우야 잘자라〉 1950 유호 작사 박시춘 작곡
- 〈체리핑크 맘보〉 현동주 번안
- 〈아리랑 맘보〉 1958 나화랑 작사 편곡 현인 작곡 전영주 노래
- 〈전우여 잘자라〉 1950년대 유호 작사 박시춘 작곡
- 〈장미빛 인생〉 1940년대 현인 번안 박춘석 편곡